# リスボンメトロ
リスボンメトロ（Metropolitano de Lisboa）は、ポルトガルの首都リスボン市の地下鉄である。1959年12月29日開業で、2009年8月30日現在、4路線約40km、46駅の規模である。

## 路線
青線（Linha Azul）
別名：かもめ線（Linha de Gaivota）
アマドーラ・エステ駅 ～ サンタ・アポローニャ駅　17駅 12.9km
 黄色線（Linha Amarela）
別名：ひまわり線（Linha de Girassol）
オディヴェラス駅 ～ ラト駅　13駅　11.1km
 緑線（Linha Verde）
別名：カラベル船線（Linha de Caravela）
テレイラス駅 ～ カイス・ド・ソドレ駅　13駅　8.9km
 赤線（Linha Vermelha）
別名：オリエンテ線（Linha de Oriente）
サン・セバスティアン駅 ～ 空港駅　12駅　10.5km

## 運行形態
- 各線とも3両編成×2編成の6両編成で運行される。ただし夜間と土曜休日は3両編成での運行となる。
- 平日は時間帯により運転間隔が異なり、特に黄色線の10:00～16:30はオディベラス⇔ラトとカンポ・グランデ⇔ラトの列車が交互に運転される。
- 休日は各線とも7分40秒～8分40秒間隔で運行される。
- 夏ダイヤと冬ダイヤがある。冬ダイヤのほうが朝の運転間隔が短い。

## 運賃
運賃改定がたびたび実施され、現在では1回乗車につき1.25ユーロ（ただし後述のザッピングを使うと1.15ユーロ）である。
そのほか、バス・市電を運行するCarrisとのコンビネーション切符や、一日乗車券等が発売されている。
2008年より磁気券が廃止され、乗車券は「Lisboa viva」カードといったSuicaのようにIC部分を改札にかざすタイプとなった。定期券も「Lisboa viva」カードに記録する形となる。片道券、往復券、一日乗車券等の初回購入時には上記運賃に0.5ユーロの「viva viagem」カード代が加算される。2回目以降はカードを券売機に挿入すると、カード代0.5ユーロが差し引かれた金額が表示される。なお、このカード代は購入後1週間以内であれば、窓口で返金される。
「viva viagem」・「Lisboa viva」カードはメトロだけでなく、Carrisが運行する市電・バス等や、テージョ川を渡河するフェリーなどにおいても使用できる。
ザッピングとはSuicaのチャージのような機能で、5ユーロ以上のチャージでボーナスが加算される。このザッピング機能を使用するためには、一日乗車券等の機能を使用していないviva viagemカードを用意する必要がある。

## 将来
緑線の環状運転化、赤線のアマドーラ方面への延伸など様々な計画がある。